# ناحیه ایمست
ایمست (به آلمانی: Imst District) یک ناحیه در اتریش است که در ایالت تیرول واقع شده‌است. ایمست ۵۷٬۷۳۴ نفر جمعیت دارد.